# Авеню-Роуд

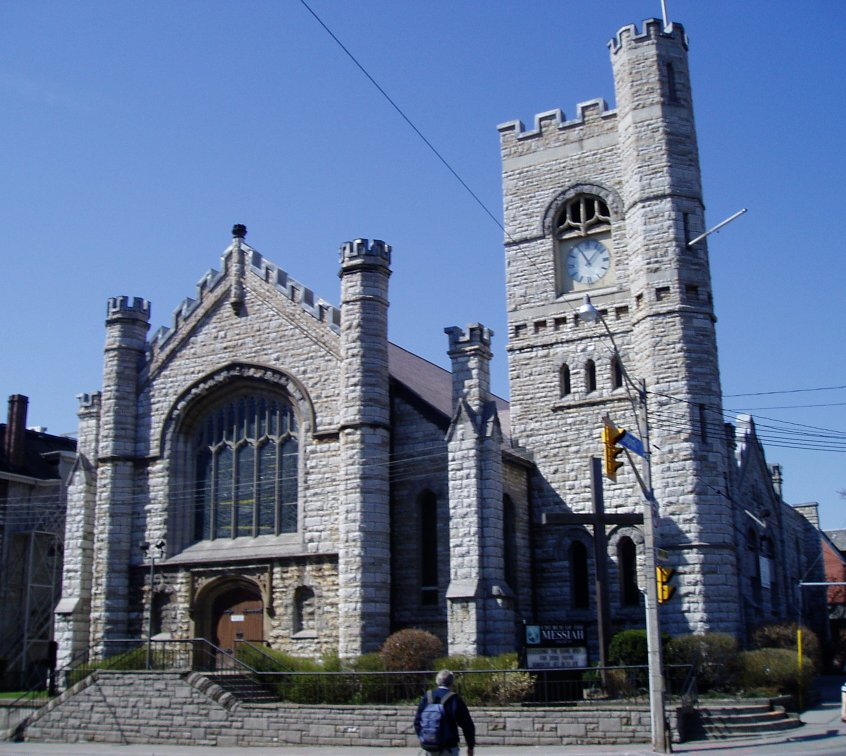
Англиканская церковь Мессии на Авеню-Роуд

Авеню-Роуд — является одной из основных улиц Торонто, Онтарио, Канада. Находится на западе бывшего города Йорквилль, и на улице Блур и заканчивается к северу от Шоссе-401.
По большей части на улице расположены жилые районы в сочетании с малыми предприятими, несколькими крупными школами и церквями. Одной из достопримечательностей улицы является кришнаитский храм, ранее церковь на Авеню-Роуд (англ. Avenue Road Church), напротив улицы Дюпона.